# Tahtadzsján-rendszer
Armen Tahtadzsján (a nemzetközi szakirodalomban: Armen Takhtajan) szovjet-örmény botanikus filogenetikus (fejlődéstörténeti) növényrendszere, mely a zárvatermőket osztályozza.
Magnoliophyta

## 1. osztály: Magnoliopsida

### 1. alosztály: Magnoliidae

#### 1. főrend: Magnolianae
1. Magnoliales
1. Degeneriaceae
2. Himantandraceae
3. Magnoliaceae
2. Winterales
1. Winteraceae
3. Canellales
1. Canellaceae
4. Illiciales
1. Illiciaceae
2. Schisandraceae
5. Austrobaileyales
1. Austrobaileyaceae
6. Eupomatiales
1. Eupomatiaceae
7. Annonales
1. Annonaceae
8. Myristicales
1. Myristicaceae
9. Aristolochiales
1. Aristolochiaceae

#### 2. főrend: Lactoridanae
1. Lactoridales
1. Lactoridaceae

#### 3. főrend: Piperanae
1. Piperales
1. Saururaceae
2. Piperaceae
3. Peperomiaceae

#### 4. főrend: Lauranae
1. Laurales
1. Amborellaceae
2. Trimeniaceae
3. Monimiaceae
4. Gomortegaceae
5. Hernandiaceae
6. Lauraceae
2. Calycanthales
1. Calycanthaceae
2. Idiospermaceae
3. Chloranthales
1. Chloranthaceae

#### 5. főrend: Rafflesianae
1. Hydnorales
1. Hydnoraceae
2. Rafflesiales
1. Apodanthaceae
2. Mitrastemonaceae
3. Rafflesiaceae
4. Cytinaceae

#### 6. főrend: Balanophoranae
1. Cynomoriales
1. Cynomoriaceae
2. Balanophorales
1. Mystropetalaceae
2. Dactylanthaceae
3. Lophophytaceae
4. Sarcophytaceae
5. Scybaliaceae
6. Heloseaceae
7. Langsdorffiaceae
8. Balanophoraceae

### 2. alosztály: Nymphaeidae

#### 1. főrend: Nymphaeanae
1. Hydropeltidales
1. Hydropeltidaceae
2. Cabombaceae
2. Nymphaeales
1. Nupharaceae
2. Nymphaeaceae
3. Barclayaceae

#### 2. főrend: Ceratophyllanae
1. Ceratophyllales
1. Ceratophyllaceae

### 3. alosztály: Nelumbonidae

#### 1. főrend: Nelumbonanae
1. Nelumbonales
1. Nelumbonaceae

### 4. alosztály: Ranunculidae

#### 1. főrend: Ranunculanae
1. Lardizabalales
1. Lardizabalaceae
2. Sargentodoxaceae
2. Menispermales
1. Menispermaceae
3. Berberidales
1. Nandinaceae
2. Berberidaceae
3. Ranzaniaceae
4. Podophyllaceae
4. Ranunculales
1. Ranunculaceae
5. Circaeasterales
1. Kingdoniaceae
2. Circaeasteraceae
6. Hydrastidales 
1. Hydrastidaceae
7. Glaucidiales
1. Glaucidiaceae
8. Paeoniales
1. Paeoniaceae
9. Papaverales 
1. Papaveraceae
2. Pteridophyllaceae
3. Hypecoaceae
4. Fumariaceae

### 5. alosztály: Caryophyllidae

#### 1. főrend: Caryophyllanae
1. Caryophyllales
1. Phytolaccaceae
2. Gisekiaceae
3. Agdestidaceae
4. Barbeuiaceae
5. Achatocarpaceae
6. Petiveriaceae
7. Nyctaginaceae
8. Aizoaceae
9. Sesuviaceae
10. Tetragoniaceae
11. Stegnospermataceae
12. Portulacaceae
13. Hectorellaceae
14. Basellaceae
15. Halophytaceae
16. Cactaceae
17. Didiereaceae
18. Molluginaceae
19. Caryophyllaceae
20. Amaranthaceae
21. Chenopodiaceae

#### 2. főrend: Gyrostemonanae
1. Gyrostemonales
1. Gyrostemonaceae

#### 3. főrend: Polygonanae
1. Polygonales
1. Polygonaceae

#### 4. főrend: Plumbaginanae
1. Plumbaginales
1. Plumbaginaceae

### 6. alosztály: Hamamelididae

#### 1. főrend: Trochodendranae
1. Trochodendrales
1. Trochodendraceae
2. Tetracentraceae
2. Cercidiphyllales
1. Cercidiphyllaceae
3. Eupteleales
1. Eupteleaceae

#### 2. főrend: Myrothamnanae
1. Myrothamnales
1. Myrothamnaceae

#### 3. főrend: Hamamelidanae
1. Hamamelidales
1. Hamamelidaceae
2. Altingiaceae
3. Platanaceae

#### 4. főrend: Barbeyanae
1. Barbeyales 
1. Barbeyaceae

#### 5. főrend: Daphniphyllanae
1. Daphniphyllales
1. Daphniphyllaceae
2. Balanopales
1. Balanopaceae

#### 6. főrend: Buxanae
1. Didymelales
1. Didymelaceae
2. Buxales
1. Buxaceae
3. Simmondsiales 
1. Simmondsiaceae

#### 7. főrend: Faganae
1. Fagales
1. Fagaceae
2. Nothofagaceae
2. Corylales
1. Betulaceae
2. Corylaceae
3. Ticodendraceae

#### 8. főrend: Casuarinanae
1. Casuarinales
1. Casuarinaceae

#### 9. főrend: Juglandanae
1. Myricales
1. Myricaceae
2. Rhoipteleales
1. Rhoipteleaceae
3. Juglandales
1. Juglandaceae

### 7. alosztály: Dilleniidae

#### 1. főrend: Dillenianae
1. Dilleniales
1. Dilleniaceae

#### 2. főrend: Theanae
1. Paracryphiales
1. Paracryphiaceae
2. Theales
1. Stachyuraceae
2. Theaceae
3. Asteropeiaceae
4. Pentaphylacaceae
5. Tetrameristaceae
6. Oncothecaceae
7. Marcgraviaceae
8. Caryocaraceae
9. Pellicieraceae
3. Hypericales
1. Bonnetiaceae
2. Clusiaceae
3. Hypericaceae
4. Physenales
1. Physenaceae
5. Medusagynales
1. Medusagynaceae
6. Ochnales
1. Strasburgeriaceae
2. Ochnaceae
3. Sauvagesiaceae
4. Lophiraceae
5. Quiinaceae
6. Scytopetalaceae
7. Elatinales
1. Elatinaceae
8. Ancistrocladales
1. Ancistrocladaceae
9. Dioncophyllales
1. Dioncophyllaceae
10. Lecythidales
1. Barringtoniaceae
2. Lecythidaceae
3. Napoleonaeaceae
4. Foetidiaceae
5. Asteranthaceae

#### 3. főrend: Sarracenianae
1. Sarraceniales
1. Sarraceniaceae

#### 4. főrend: Nepenthanae
1. Nepenthales
1. Nepenthaceae
2. Droserales
1. Droseraceae

#### 5. főrend: Ericanae
1. Actinidiales
1. Actinidiaceae
2. Ericales
1. Clethraceae
2. Cyrillaceae
3. Ericaceae
4. Epacridaceae
5. Empetraceae
3. Diapensiales 
1. Diapensiaceae
4. Bruniales
1. Bruniaceae
2. Grubbiaceae
5. Geissolomatales
1. Geissolomataceae
6. Fouquieriales 
1. Fouquieriaceae

#### 6. főrend: Primulanae
1. Styracales
1. Styracaceae
2. Symplocaceae
3. Ebenaceae
4. Lissocarpaceae
2. Sapotales
1. Sapotaceae
3. Myrsinales
1. Myrsinaceae
2. Theophrastaceae
4. Primulales
1. Primulaceae

#### 7. főrend: Violanae
1. Violales
1. Berberidopsidaceae
2. Aphloiaceae
3. Bembiciaceae
4. Flacourtiaceae
5. Lacistemataceae
6. Peridiscaceae
7. Violaceae
8. Dipentodontaceae
9. Scyphostegiaceae
2. Passiflorales
1. Passifloraceae
2. Turneriaceae
3. Malesherbiaceae
4. Achariaceae
3. Caricales
1. Caricaceae
4. Salicales
1. Salicaceae
5. Tamaricales 
1. Reaurmuriaceae
2. Tamaricaceae
3. Frankeniaceae
6. Cucurbitales
1. Cucurbitaceae
7. Begoniales 
1. Datiscaceae
2. Tetramelaceae
3. Begoniaceae
8. Capparales
1. Capparaceae
2. Pentadiplandraceae
3. Koeberliniaceae
4. Brassicaceae
5. Tovariaceae
6. Resedaceae
9. Moringales
1. Moringaceae
10. Batales
1. Bataceae

#### 8. főrend: Malvanae
1. Cistales 
1. Bixaceae
2. Cochlospermaceae
3. Cistaceae
2. Elaeocarpales 
1. Elaeocarpaceae
3. Malvales 
1. Tiliaceae
2. Dirachmaceae
3. Monotaceae
4. Dipterocarpaceae
5. Sarcolaenaceae
6. Plagiopteraceae
7. Huaceae
8. Sterculiaceae
9. Diegodendraceae
10. Sphaerosepalaceae
11. Bombacaceae
12. Malvaceae

#### 9. főrend: Urticanae
1. Urticales 
1. Ulmaceae
2. Moraceae
3. Cannabaceae
4. Cecropiaceae
5. Urticaceae

#### 10. főrend: Euphorbianae
1. Euphorbiales
1. Euphorbiaceae
2. Pandaceae
3. Aextoxicaceae
4. Dichapetalaceae
2. Thymelaeales
1. Gonystylaceae
2. Thymelaeaceae

### 8. alosztály: Rosidae

#### 1. főrend: Saxifraganae
1. Cunoniales 
1. Cunoniaceae
2. Davidsoniaceae
3. Eucryphiaceae
4. Brunelliaceae
2. Saxifragales
1. Tetracarpaeaceae
2. Penthoraceae
3. Crassulaceae
4. Saxifragaceae
5. Grossulariaceae
6. Pterostemonaceae
7. Iteaceae
8. Eremosynaceae
9. Vahliaceae
3. Cephalotales 
1. Cephalotaceae
4. Greyiales
1. Greyiaceae
5. Francoales
1. Francoaceae
6. Haloragales
1. Haloragaceae
7. Podostemales 
1. Podostemaceae
8. Gunnerales 
1. Gunneraceae

#### 2. főrend: Rosanae
1. Rosales 
1. Rosaceae
2. Neuradaceae
2. Crossosomatales 
1. Crossosomataceae
3. Chrysobalanales 
1. Chrysobalanaceae

#### 3. főrend: Rhizophoranae
1. Anisophylleales 
1. Anisophylleaceae
2. Rhizophorales 
1. Rhizophoraceae

#### 4. főrend: Myrtanae
1. Myrtales
1. Alzateaceae
2. Rhynchocalycaceae
3. Penaeaceae
4. Oliniaceae
5. Combretaceae
6. Crypteroniaceae
7. Memecylaceae
8. Melastomataceae
9. Lythraceae
10. Punicaceae
11. Duabangaceae
12. Sonneratiaceae
13. Onagraceae
14. Trapaceae
15. Psiloxylaceae
16. Heteropyxidaceae
17. Myrtaceae

#### 5. főrend: Fabanae
1. Fabales
1. Fabaceae

#### 6. főrend: Rutanae
1. Sapindales 
1. Staphyleaceae
2. Tapisciaceae
3. Melianthaceae
4. Sapindaceae
5. Hippocastanaceae
6. Aceraceae
7. Bretschneideraceae
8. Akaniaceae
2. Tropaeolales
1. Tropaeolaceae
3. Sabiales
1. Sabiaceae
2. Meliosmaceae
4. Connarales 
1. Connaraceae
5. Rutales
1. Rutaceae
2. Rhabdodendraceae
3. Cneoraceae
4. Simaroubaceae
5. Surianaceae
6. Irvingiaceae
7. Kirkiaceae
8. Ptaeroxylaceae
9. Tepuianthaceae
10. Meliaceae
6. Leitneriales
1. Leitneriaceae
7. Coriariales
1. Coriariaceae
8. Burserales 
1. Burseraceae
2. Anacardiaceae
3. Podoaceae

#### 7. főrend: Geranianae
1. Linales
1. Hugoniaceae
2. Linaceae
3. Ctenolophonaceae
4. Ixonanthaceae
5. Humiriaceae
6. Erythroxylaceae
2. Oxalidales
1. Oxalidaceae
2. Lepidobotryaceae
3. Geraniales
1. Hypseocharitaceae
2. Vivianiaceae
3. Geraniaceae
4. Ledocarpaceae
5. Rhynchothecaceae
4. Biebersteiniales
1. Biebersteiniaceae
5. Balsaminales 
1. Balsaminaceae
6. Zygophyllales
1. Zygophyllaceae
2. Peganaceae
3. Balanitaceae
4. Nitrariaceae
5. Tetradiclidaceae
7. Vochysiales 
1. Malpighiaceae
2. Trigoniaceae
3. Vochysiaceae
4. Tremandraceae
5. Krameriaceae
8. Polygalales
1. Polygalaceae
2. Xanthophyllaceae
3. Emblingiaceae

#### 8. főrend: Corynocarpanae
1. Corynocarpales 
1. Corynocarpaceae

#### 9. főrend: Celastranae
1. Brexiales
1. Ixerbaceae
2. Brexiaceae
3. Rousseaceae
2. Parnassiales
1. Parnassiaceae
2. Lepuropetalaceae
3. Celastrales
1. Goupiaceae
2. Celastraceae
3. Lophopyxidaceae
4. Stackhousiaceae
4. Salvadorales
1. Salvadoraceae
5. Icacinales 
1. Aquifoliaceae
2. Phellinaceae
3. Icacinaceae
4. Sphenostemonaceae
6. Metteniusales
1. Metteniusaceae
7. Cardiopteridaceae 
1. Cardiopteridaceae

#### 10. főrend: Santalanae
1. Medusandrales
1. Medusandraceae
2. Santalales 
1. Olacaceae
2. Opiliaceae
3. Aptandraceae
4. Octoknemaceae
5. Santalaceae
6. Misodendraceae
7. Loranthaceae
8. Viscaceae
9. Eremolepidaceae

#### 11. főrend: Rhamnanae
1. Rhamnales 
1. Rhamnaceae
2. Elaeagnales
1. Elaeagnaceae

#### 12. főrend: Proteanae
1. Proteales 
1. Proteaceae

#### 13. főrend: Vitanae
1. Vitales
1. Vitaceae
2. Leeaceae

### 9. alosztály: Cornidae

#### 1. főrend: Cornanae
1. Hydrangeales
1. Escalloniaceae
2. Hydrangeaceae
3. Abrophyllaceae
4. Argophyllaceae
5. Corokiaceae
6. Alseuosmiaceae
7. Carpodetaceae
8. Phyllonomaceae
9. Pottingeriaceae
10. Tribelaceae
11. Melanophyllaceae
12. Montiniaceae
13. Kaliphoraceae
14. Columelliaceae
2. Desfontainiales
1. Desfontainiaceae
3. Roridulales 
1. Roridulaceae
4. Cornales 
1. Davidiaceae
2. Nyssaceae
3. Mastixiaceae
4. Curtisiaceae
5. Cornaceae
6. Alangiaceae
5. Garryales
1. Garryaceae
6. Aucubales
1. Aucubaceae
7. Griseliniales 
1. Griseliniaceae
8. Eucommiales
1. Eucommiaceae
9. Aralidiales
1. Aralidiaceae
10. Torricelliales
1. Torricelliaceae

#### 2. főrend: Aralianae
1. Helwingiales
1. Helwingiaceae
2. Araliales 
1. Araliaceae
2. Hydrocotylaceae
3. Apiaceae
3. Pittosporales
1. Pittosporaceae
4. Byblidales
1. Byblidaceae

#### 3. főrend: Dipsacanae
1. Viburnales
1. Viburnaceae
2. Adoxales
1. Sambucaceae
2. Adoxaceae
3. Dipsacales
1. Caprifoliaceae
2. Valerianaceae
3. Triplostegiaceae
4. Dipsacaceae
5. Morinaceae

### 10. alosztály: Asteridae

#### 1. főrend: Campanulanae
1. Campanulales 
1. Pentaphragmataceae
2. Sphenocleaceae
3. Campanulaceae
4. Cyphocarpaceae
5. Nemacladaceae
6. Cyphiaceae
7. Lobeliaceae
2. Goodeniales
1. Brunoniaceae
2. Goodeniaceae
3. Stylidiales
1. Donatiaceae
2. Stylidiaceae
4. Menyanthales 
1. Menyanthaceae

#### 2. főrend: Asteranae
1. Calycerales 
1. Calyceraceae
2. Asterales
1. Asteraceae

### 11. alosztály: Lamiidae

#### 1. főrend: Gentiananae
1. Gentianales
1. Gelsemiaceae
2. Loganiaceae
3. Strychnaceae
4. Antoniaceae
5. Spigeliaceae
6. Gentianaceae
7. Saccifoliaceae
8. Geniostomaceae
9. Plocospermataceae
2. Rubiales
1. Dialypetalanthaceae
2. Rubiaceae
3. Theligonaceae
4. Carlemanniaceae
3. Apocynales
1. Apocynaceae

#### 2. főrend: Solananae
1. Solanales 
1. Solanaceae
2. Sclerophylacaceae
3. Duckeodendraceae
4. Goetzeaceae
2. Convolvulales
1. Convolvulaceae
2. Cuscutaceae
3. Polemoniales
1. Polemoniaceae
4. Boraginales
1. Hydrophyllaceae
2. Boraginaceae
3. Tetrachondraceae
4. Hoplestigmataceae
. 5. Lennoaceae
5. Limnanthales
1. Limnanthaceae

#### 3. főrend: Loasanae
1. Loasales
1. Loasaceae

#### 4. főrend: Oleanae
1. Oleales
1. Oleaceae

#### 5. főrend: Lamianae
1. Scrophulariales
1. Buddlejaceae
2. Retziaceae
3. Stilbaceae
4. Scrophulariaceae
5. Oftiaceae
6. Globulariaceae
7. Gesneriaceae
8. Plantaginaceae
9. Bignoniaceae
10. Pedaliaceae
11. Martyniaceae
12. Trapellaceae
13. Myoporaceae
14. Acanthaceae
15. Lentibulariaceae
2. Lamiales
1. Verbenaceae
2. Phrymaceae
3. Cyclocheilaceae
4. Symphoremataceae
5. Avicenniaceae
6. Viticaceae
7. Lamiaceae
3. Callitrichales
1. Callitrichaceae
4. Hydrostachyales
1. Hydrostachyaceae
5. Hippuridales
1. Hippuridaceae

## 2. osztály: Liliopsida

### 1. alosztály: Liliidae

#### 1. főrend: Lilianae
1. Melanthiales
1. Tofieldiaceae
2. Melanthiaceae
3. Japonoliriaceae
4. Xerophyllaceae
5. Nartheciaceae
6. Heloniadaceae
7. Chionographidaceae
2. Colchicales 
1. Tricyrtidaceae
2. Burchardiaceae
3. Uvulariaceae
4. Campynemataceae
5. Scoliopaceae
6. Colchicaceae
7. Calochortaceae
3. Trilliales
1. Trilliaceae
4. Liliales
1. Liliaceae
2. Medeolaceae
5. Alstroemeriales
1. Alstroemeriaceae
6. Iridales
1. Isophysidaceae
2. Geosiridaceae
3. Iridaceae
7. Tecophilaeales
1. Ixioliriaceae
2. Lanariaceae
3. Walleriaceae
4. Tecophilaeaceae
5. Cyanastraceae
6. Eriospermaceae
8. Burmanniales
1. Burmanniaceae
2. Thismiaceae
3. Corsiaceae
9. Hypoxidales
1. Hypoxidaceae
10. Orchidales
1. Orchidaceae
11. Amaryllidales
1. Hemerocallidaceae
2. Hyacinthaceae
3. Alliaceae
4. Hesperocallidaceae
5. Hostaceae
6. Agavaceae
7. Amaryllidaceae
12. Asparagales
1. Convallariaceae
2. Ophiopogonaceae
3. Ruscaceae
4. Asparagaceae
5. Dracaenaceae
6. Nolinaceae
7. Blandfordiaceae
8. Herreriaceae
9. Phormiaceae
10. Dianellaceae
11. Doryanthaceae
12. Asteliaceae
13. Asphodelaceae
14. Aloaceae
15. Anthericaceae
16. Aphyllanthaceae
13. Xanthorrhoeales
1. Baxteriaceae
2. Lomandraceae
3. Dasypogonaceae
4. Calectasiaceae
5. Xanthorrhoeaceae
14. Hanguanales
1. Hanguanaceae

#### 2. főrend: Dioscoreanae
1. Stemonales
1. Stemonaceae
2. Croomiaceae
3. Pentastemonaceae
2. Smilacales
1. Luzuriagaceae
2. Philesiaceae
3. Rhipogonaceae
4. Smilacaceae
5. Petermanniaceae
3. Dioscoreales 
1. Stenomeridaceae
2. Trichopodaceae
3. Avetraceae
4. Dioscoreaceae
4. Taccales
1. Taccaceae

### 2. alosztály: Commelinidae

#### 1. főrend: Bromelianae
1. Bromeliales 
1. Bromeliaceae
2. Velloziales 
1. Velloziaceae

#### 2. főrend: Pontederianae
1. Philydrales
1. Philydraceae
2. Pontederiales
1. Pontederiaceae
3. Haemodorales
1. Haemodoraceae
2. Conostylidaceae

#### 3. főrend: Zingiberanae
1. Musales
1. Strelitziaceae
2. Musaceae
3. Heliconiaceae
2. Lowiales
1. Lowiaceae
3. Zingiberales
1. Zingiberaceae
2. Costaceae
4. Cannales 
1. Cannaceae
2. Marantaceae

#### 4. főrend: Commelinanae
1. Commelinales
1. Commelinaceae
2. Mayacales
1. Mayacaceae
3. Xyridales 
1. Xyridaceae
4. Rapateales
1. Rapateaceae
5. Eriocaulales
1. Eriocaulaceae

#### 5. főrend: Hydatellanae
1. Hydatellales 
1. Hydatellaceae

#### 6. főrend: Juncanae
1. Juncales
1. Juncaceae
2. Thurniaceae
2. Cyperales
1. Cyperaceae

#### 7. főrend: Poanae
1. Flagellariales 
1. Flagellariaceae
2. Restionales
1. Joinvilleaceae
2. Restionaceae
3. Anarthriaceae
4. Ecdeiocoleaceae
3. Centrolepidales
1. Centrolepidaceae
4. Poales
1. Poaceae

### 3. alosztály: Arecidae

#### 1. főrend: Arecanae
1. Arecales
1. Arecaceae

### 4. alosztály: Alismatidae

#### 1. főrend: Alismatanae
1. Butomales
1. Butomaceae
2. Hydrocharitales 
1. Hydrocharitaceae
2. Thalassiaceae
3. Halophilaceae
3. Najadales
1. Najadaceae
4. Alismatales 
1. Limnocharitaceae
2. Alismataceae
5. Aponogetonales
1. Aponogetonaceae
6. Juncaginales
1. Scheuchzeriaceae
2. Juncaginaceae
3. Lilaeaceae
4. Maundiaceae
7. Potamogetonales
1. Potamogetonaceae
2. Ruppiaceae
8. Posidoniales 
1. Posidoniaceae
9. Cymodoceales
1. Zannichelliaceae
2. Cymodoceaceae
10. Zosterales
1. Zosteraceae

### 5. alosztály: Triurididae

#### 1. főrend: Triuridanae
1. Petrosaviales 
1. Petrosaviaceae
2. Triuridales
2. Triuridaceae

### 6. alosztály: Aridae

#### 1. főrend: Aranae
1. Arales
1. Araceae
2. Pistiaceae
3. Lemnaceae
2. Acorales
1. Acoraceae

#### 2. főrend: Cyclanthanae
1. Cyclanthales
1. Cyclanthaceae

#### 3. főrend: Pandananae
1. Pandanales
1. Pandanaceae

#### 4. főrend: Typhanae
1. Typhales
1. Sparganiaceae
2. Typhaceae